# SMIL
SMIL(Synchronized Multimedia Integration Language)은 멀티미디어 데이터를 XML을 이용하여 시간적, 공간적으로 배치, 제어하기 위한 W3C 표준 프레젠테이션 언어이다. 2008년 기준으로 SMIL 3.0이 최신 버전이다.

## 버전 역사
- SMIL 1.0: 1999년 6월 W3C 권고안이 되었다.[1]
- SMIL 2.0: 2001년 8월 W3C 권고안이 되었다.
- SMIL 2.1: 2005년 12월 W3C 권고안이 되었다.
- SMIL 3.0: 2008년 12월 W3C 권고안이 되었다. 2006년 12월 21일 W3C 작업 초안으로 처음 제출되었다.[2] 최종 초안은 2008년 10월 6일 출시되었다.[3][4]

## 같이 보기
- SAMI